# Eggleston, Dominica
Eggleston este un oraș din Dominica.